# Виндаль, Жан-Пьер
Жан-Пьер Мари Андре Люк Виндаль (фр. Jean-Pierre Marie André Luc Windal; 9 декабря 1936, Париж — 23 августа 2009, Сен-Бриё) — французский хоккеист на траве, нападающий. Участник летних Олимпийских игр 1960 года.

## Биография
Жан-Пьер Виндаль родился 9 декабря 1936 года в Париже.
Играл в хоккей на траве за парижский ЮАИ.
В 1960 году вошёл в состав сборной Франции по хоккею на траве на Олимпийских играх в Риме, занявшей 10-е место. Играл на позиции нападающего, провёл 5 матчей, мячей не забивал.
Умер 23 августа 2009 года во французском городе Сен-Бриё.

## Семья
Младший брат — Клод Виндаль (род. 1939), французский хоккеист на траве и спортивный функционер. В 1960 и 1968 годах участвовал в летних Олимпийских играх.